# 軍縮国際法
軍縮国際法（ぐんしゅくこくさいほう、international law of disarmament;  droit international de désarmement）とは、武装あるいはある特定の武器の除去をもたらす、あらゆる手段に由来する過程である軍縮に関わる規則の総体をいう。